# Niederheimbach
Niederheimbach est une municipalité de la Verbandsgemeinde Rhein-Nahe, dans l'arrondissement de Mayence-Bingen, en Rhénanie-Palatinat, dans l'ouest de l'Allemagne.

## Personnalités liées à la ville
- Abundius Maehler (1777-1853), homme politique mort à Niederheimbach.

## Jumelage
- Champtoceaux, Maine-et-Loire, France depuis 1981

## Liens externes

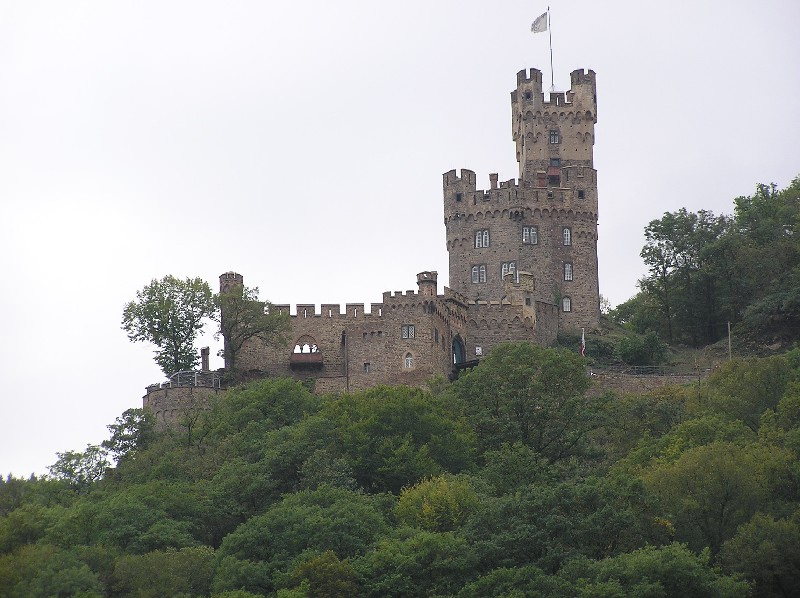
Château Sooneck
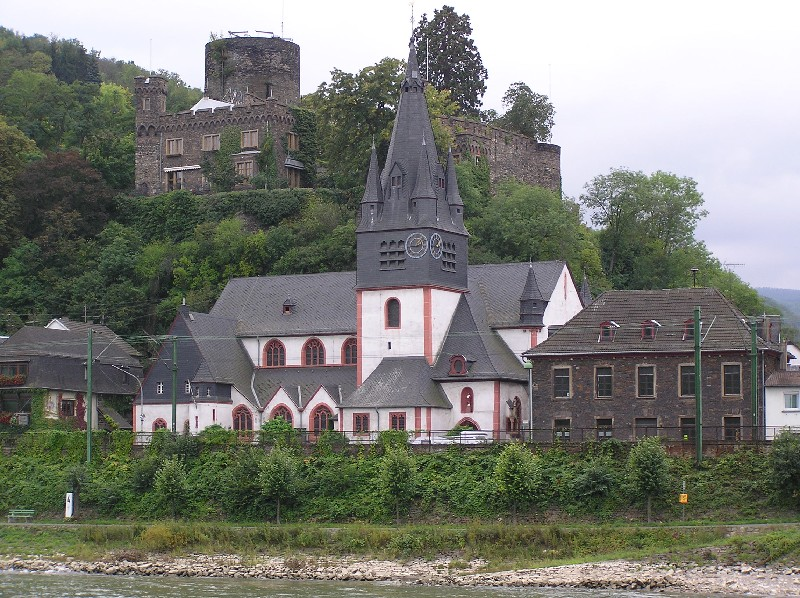
Église de Niederheimbach
Localisation de Niederheimbach dans la Verbandsgemeide et dans l'arrondissement